# 155ª Divisione fanteria "Emilia"
La 155ª Divisione fanteria "Emilia" fu una grande unità di fanteria del Regio Esercito durante la seconda guerra mondiale.

## Storia
Le origini della grande unità risalgono a quelle della Brigata "Emilia" della prima guerra mondiale, costituita a Bologna sul 119º e 120º Reggimento fanteria nel marzo del 1915 e smobilitata nel dicembre 1919. Il 1º dicembre 1941 fu costituita la 155ª Divisione fanteria da occupazione "Emilia" con in organico i due vecchi reggimenti della brigata ed il 155º Reggimento artiglieria per divisione di fanteria; le divisioni di fanteria da occupazione furono costituite a partire dal 1941 come normali divisioni di fanteria, prive della legione di Camicie nere, le cui dotazioni prevedevano un numero inferiore di artiglierie ma una quantità maggiore di mitragliatrici. La denominazione "da occupazione" fu abolita nel 1942, ma rimasero comunque immutate le loro caratteristiche di organica e gli scopi operativi.
Dal 18 marzo 1942 la divisione iniziò l'imbarco da Bari, raggiungendo il 24 marzo la zona di occupazione in Montenegro, assegnata al XIV Corpo d'Armata e schierandosi inizialmente nella zona delle Bocche di Cattaro, lungo la costa da Kadovcic a Budua e lungo la linea ferroviaria Zelenika-Cruda. La zona era relativamente tranquilla e l'attività della divisione si limitarono a sporadici rastrellamenti, mentre operazioni più importanti si ebbero nel corso del 1943 nell'area del presidio di Nikšić, a Grahovo, Viluse e Trubjela.
Dopo l'annuncio dell'armistizio dell'8 settembre, i reparti della divisione si concentrarono intorno alle Bocche di Cattaro, dove insieme alla Regia Marina organizzarono la difesa della locale Piazza Marittima, rifiutando di arrendersi ai tedeschi. Per consolidare le posizioni, dal 14 settembre i reparti della "Emilia" conquistarono uno dopo l'altro i presidi tedeschi rimasti isolati nel dispositivo italiano, tranne Cattaro e Cruda che resistettero. Nei giorni successivi, incalzati da terra e dal cielo dai tedeschi, che nel frattempo avevano ricevuto rinforzi, ed impossibilitati ad organizzare una resistenza efficace, i resti della 155ª Divisione fanteria "Emilia" si imbarcarono il 16 settembre sulle unità della Regia Marina, dirette a Bari. Qui la divisione fu ufficialmente sciolta il 1º ottobre 1943 ed il suo Comando trasformato in Centro Riordinamento di Lecce.

## Ordine di battaglia: 1941
- 119º Reggimento fanteria "Emilia"
- 120º Reggimento fanteria "Emilia"
- 155º Reggimento artiglieria "Emilia"
- CCLV Battaglione mitraglieri
- CLV Battaglione genio
  - 255ª Compagnia mista telegrafisti/marconisti
  - 155ª Compagnia genio
- una sezione sanità
- 155ª Sezione sussistenza
- 255ª Sezione panettieri
- 125ª Sezione CC.RR.
- 135ª Sezione CC.RR.

## Ordine di battaglia: 8 settembre 1943
- 119º Reggimento fanteria "Emilia"
- 120º Reggimento fanteria "Emilia"
- 155º Reggimento artiglieria "Emilia"
- CCLV Battaglione mitraglieri
- CLV Battaglione genio
  - 255ª Compagnia mista telegrafisti/marconisti
  - 155ª Compagnia genio
- 135ª Banda volontaria anti-comunista "Val Zupa"
- XVII Gruppo artiglieria da 149/35 Mod. 1901
- XXV Battaglione misto CC.RR.
- 415ª Compagnia mortai da 81
- 291ª Compagnia presidiaria
- 4ª Compagnia Guardia di Finanza
- 3º Reggimento alpini (tranne il Battaglione "Pinerolo")

## Comandanti (1941-1943)
- Gen. D. Giuseppe Romano (1º dicembre 1941 - 24 aprile 1943)
- Gen. B. Ugo Buttà (25 aprile - 1º ottobre 1943)